# 인원보
인원보(印原寶, ? ~ 1388년)는 고려 말의 문신이다. 자(字)는 국선(國善) 초명(初名)은 원보(元寶)이며 본관은 교동(喬桐)이다. 보문각학사(寶文閣學士), 판밀직사사(判密直司事)등을 지냈으며 위화도회군(威化島回軍)이후 최영(崔瑩)의 측근으로 함창(咸昌)에 유배되었다.

## 생애
일찍이 진사(進士)를 거쳐 1368년(공민왕17)에 지주사(知州事)가 되었고 홍주목사(洪州牧使)와 강릉도안렴사(江陵道按廉使), 보문각학사(寶文閣學士) 등의 벼슬을 지냈다. 1379년(우왕5) 3월에 서북면체찰사(西北面體察使)에 제수되었으며 1383년(우왕9) 이성계(李成桂)가 아기발도(阿其拔都)를 무찌르자 왕이 궁술을 내려 그 공을 치하하고 위로할 때 밀직사(密直使)로서 왕명을 수행하였다. 1388년 정월에 판밀직사사(判密直司事)에 임명되었으나 동년 6월에 요동정벌(遼東征伐)에 나섰던 이성계(李成桂)가 위화도(威化島)에서 회군(回軍)하여 최영(崔瑩)의 군대와 일전을 벌인 끝에 우왕을 폐위시키고 정권을 장악하자 최영의 친신(親臣)으로 연루되어 함창(咸昌 지금의 경상북도 상주시 함창읍)에 유배되었다가 창왕(昌王) 즉위 후 적소(謫所)에서 참수되었다.
1393년(조선 태조 2년) 10월에 함산군(咸山君) 인원보(印原寶)로서 원종공신(原從功臣)에 추서(追敍)되었다.

## 가족 관계
이부시랑(吏部侍郞) 양광도부원수(楊廣道副元帥) 인해(印海)의 아들이며 조선 태종(太宗)때 삼군진무(三軍鎭撫)와 통훈대부삭주부사(通訓大夫朔州府使)를 지낸 인인경(印仁敬)의 아버지이다. 부인은 파평 윤씨(坡平尹氏)로서 병조참의(兵曺參議) 윤상은(尹相殷)의 딸이다.
- 할아버지 : 인당(印璫, ？ ~ 1356년)
  - 아버지 : 인해(印海)
  - 장인 : 윤상은(尹相殷)
    - 부인 : 파평 윤씨(坡平尹氏) 윤상은(尹相殷)의 딸
      - 아들 : 인인경(印仁敬)

## 참고 문헌
- 고려사(高麗史)
- 함창읍지(咸昌邑誌)
- 홍주선생안(洪州先生案)
- 동헌성보(東獻姓譜)
- 입재집(立齋集)정종로著
- 홍무26년 원종공신녹권(洪武26年 原從功臣錄券)